# Canal de Vouziers

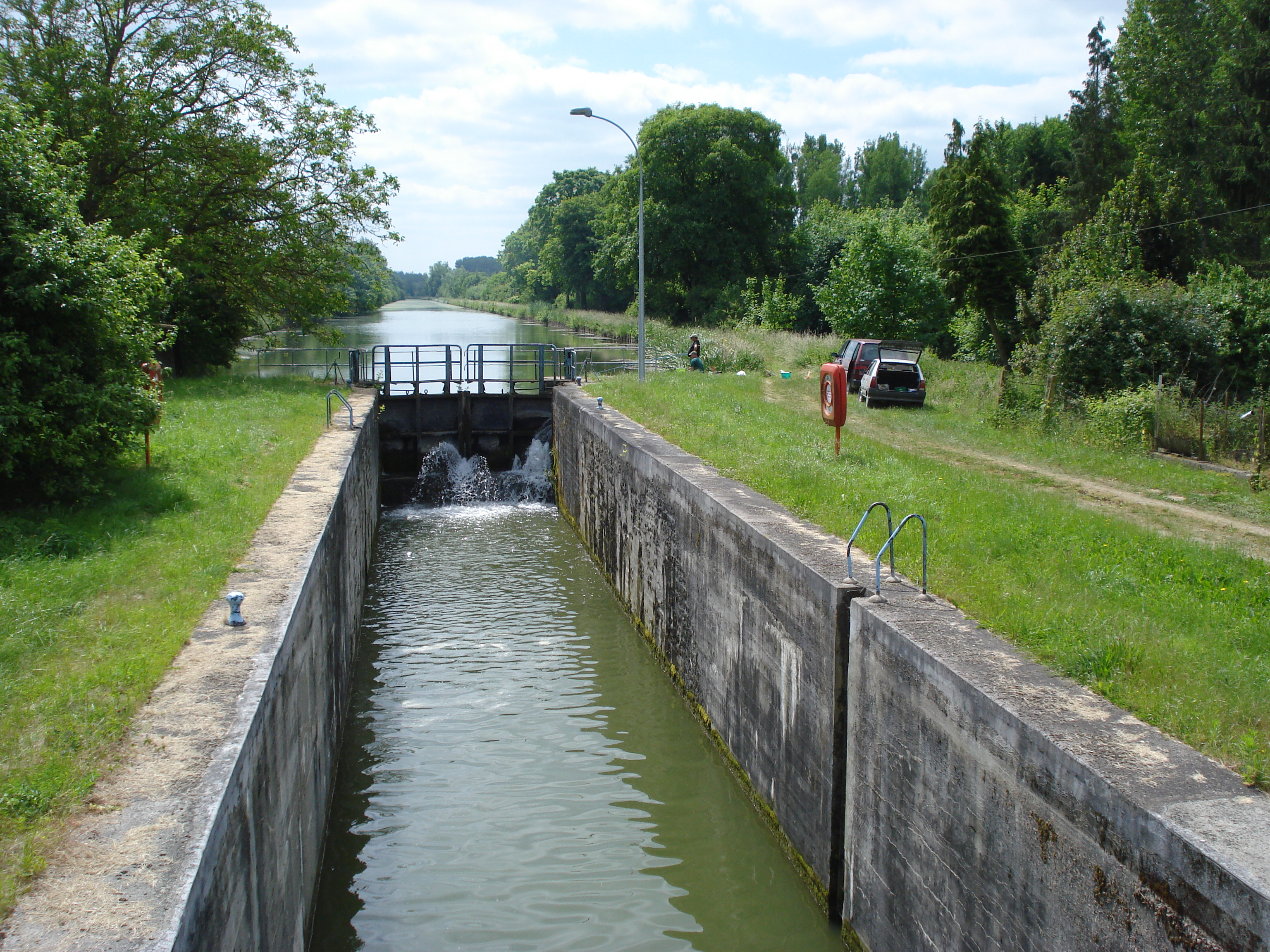
Der Canal de Vouziers und die Schleuse 2 bei Vrizy

Der Canal de Vouziers (auch: Embranchement de Vouziers) ist ein Schifffahrtskanal in Frankreich im Département Ardennes in der Region Grand Est.

## Geschichte und Beschreibung

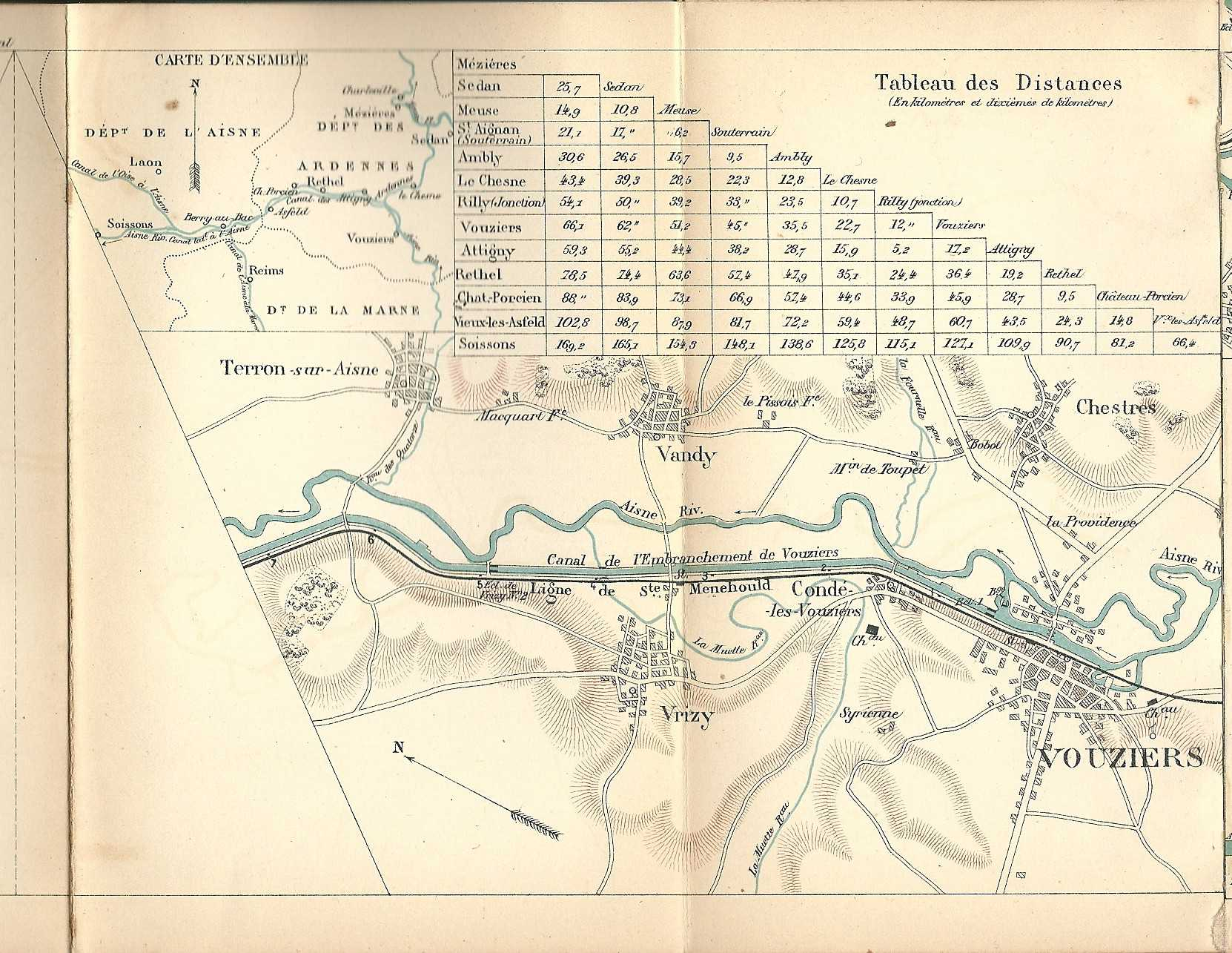
Historische Karte von Vouziers mit dem Beginn des Kanals

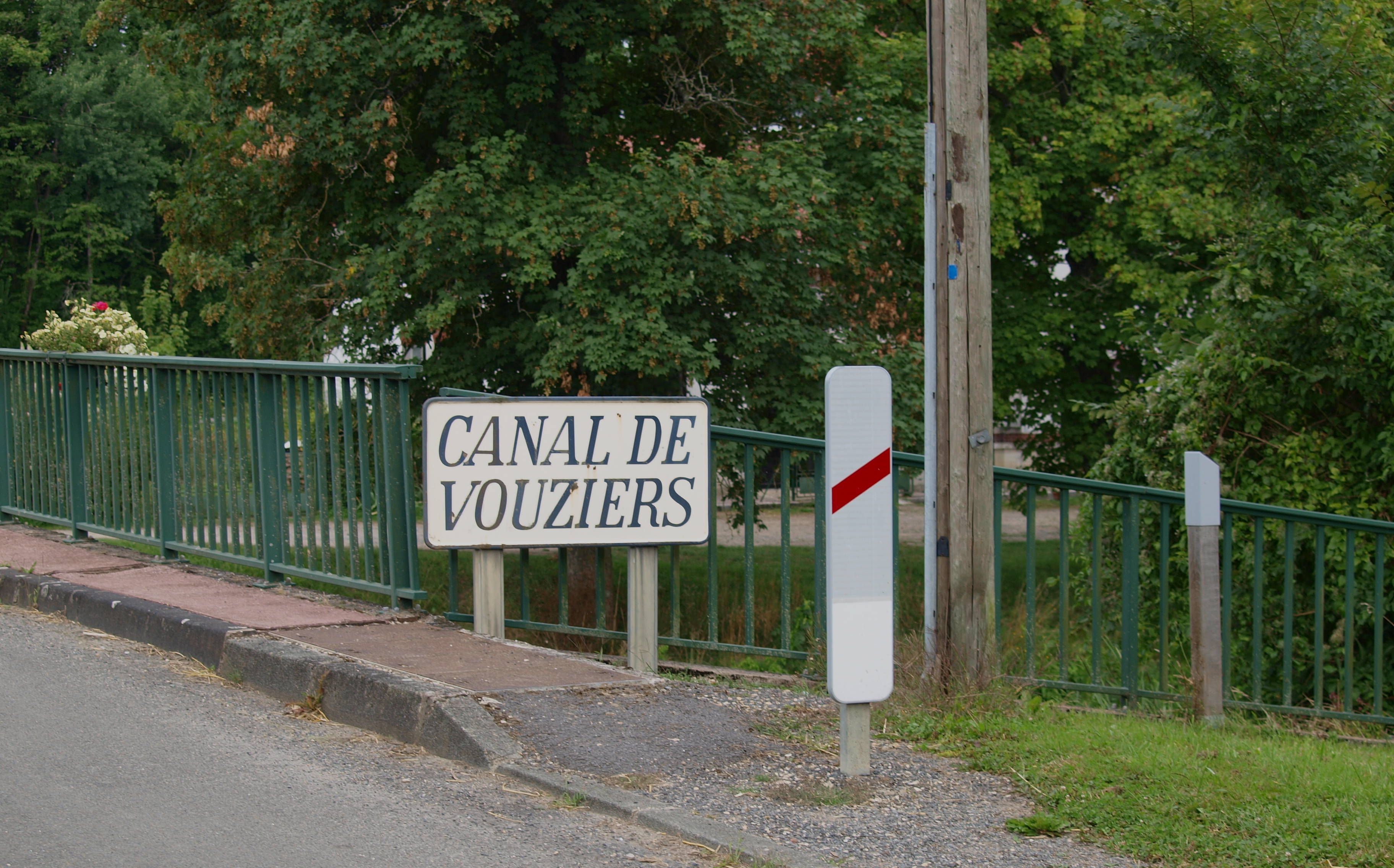
Hinweisschild bei Semuy

Im Jahr 1836 wurde der Kanal für die Schifffahrt eröffnet. Er ist ein Seitenkanal der Aisne, aus der er am Ort Vouziers abzweigt und diesem stark gewundenen Fluss an dessen linkem Ufer folgt. Auf einer Länge von 12,066 km überwindet er mit vier Schleusen einen Höhenunterschied von ca. 9 m. Bei Semuy mündet er auf dem Gebiet der Gemeinde Rilly-sur-Aisne in den Canal des Ardennes.
Die Schleusen sind von Süd nach Nord durchnummeriert. Unmittelbar auf den Abzweig folgt in Vouziers die Schleuse 1; die Schleuse 2 liegt nördlich der Ortschaft Vrizy, die Schleuse 3 südöstlich von Voncq. Unmittelbar vor der Mündung in den Canal des Ardennes wurde die Schleuse 4 angelegt. Wie jene des Canal des Ardennes entsprechen die Schleusen dem Freycinet-Maß. Sie sind für Schiffe von maximal 38,6 m Länge, 5,10 m Breite und einem Tiefgang von höchstens 2,20 m ausgelegt.
In den 2000er Jahren endete der Güterverkehr auf dem Kanal. Danach wurde dieser nicht mehr intensiv unterhalten und war durch Stickstoffdünger der Landwirtschaft stark mit Algenbewuchs und Sedimenten belastet. Im Sommer 2013 ließ die VNF die Haltung zwischen den Schleusen 3 und 4 reinigen. Bei Kosten von 60.000 Euro wurden 20 t Pflanzen aus dem Kanalbett entfernt. Die anderen Abschnitte waren weniger betroffen, sodass Freizeitboote den Kanal wieder befahren können. Wegen einer Schwachstelle an einem Deich wurde deren maximaler Tiefgang zwischen den Schleusen 2 und 3 von 1,80 m auf 1,50 m herabgesetzt.
Im Sommer 2022 wurde bei Condé-lès-Vouziers ein Leck festgestellt. Im Oktober und November 2022 wurden in diesem Bereich durch die VNF die Böschungen saniert.

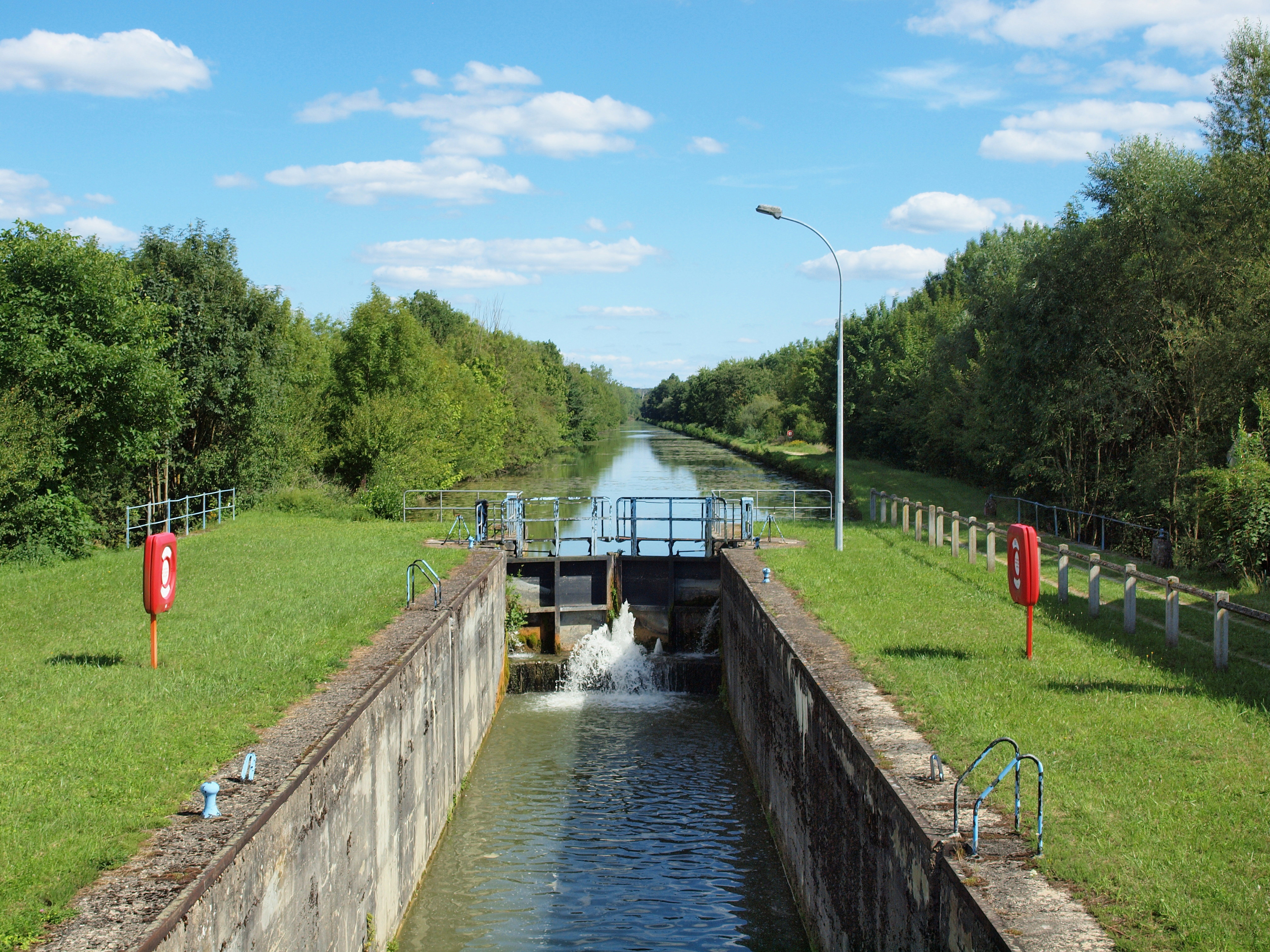
Schleuse 3 bei Voncq
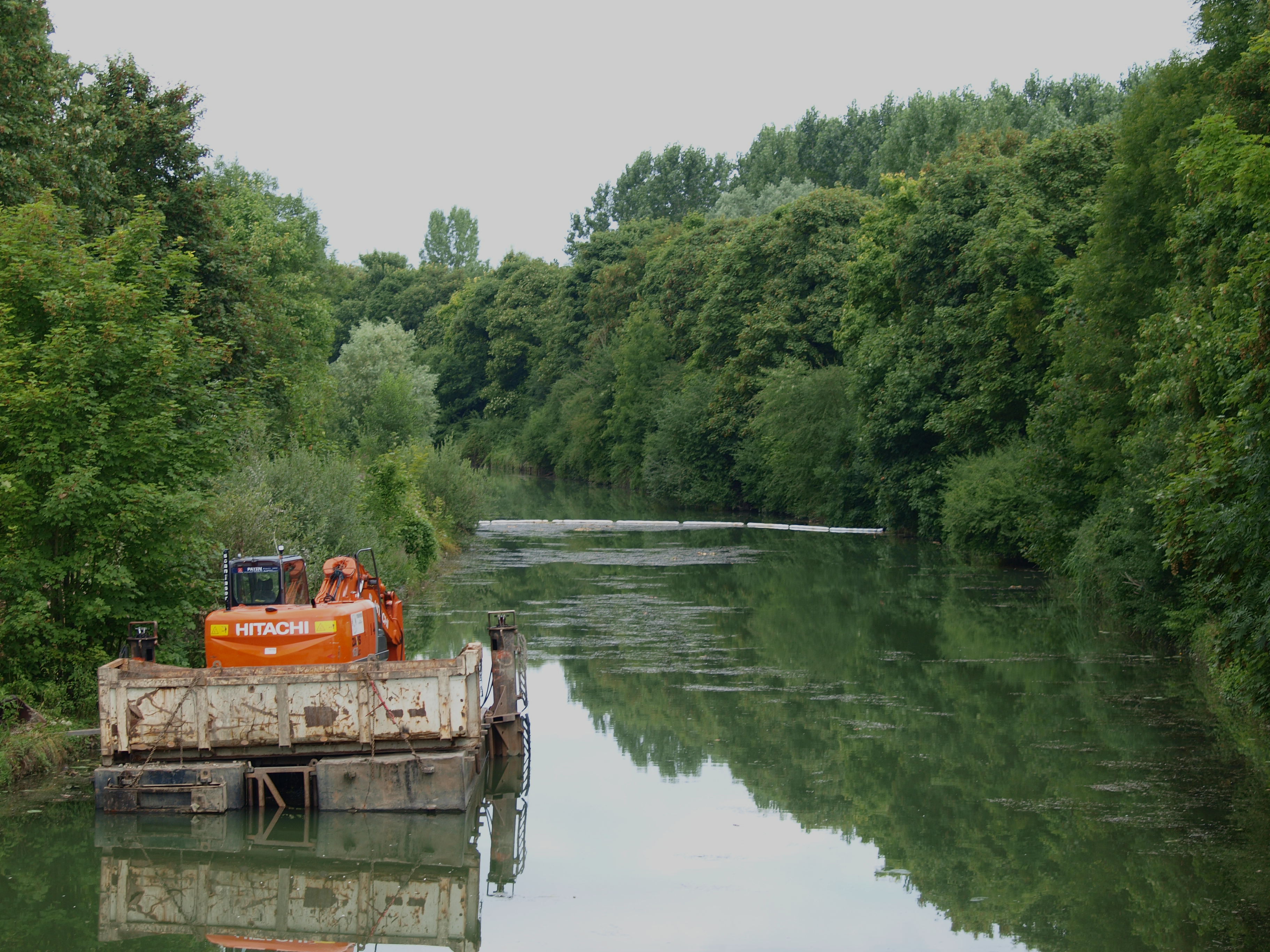
Der Kanal bei Semuy
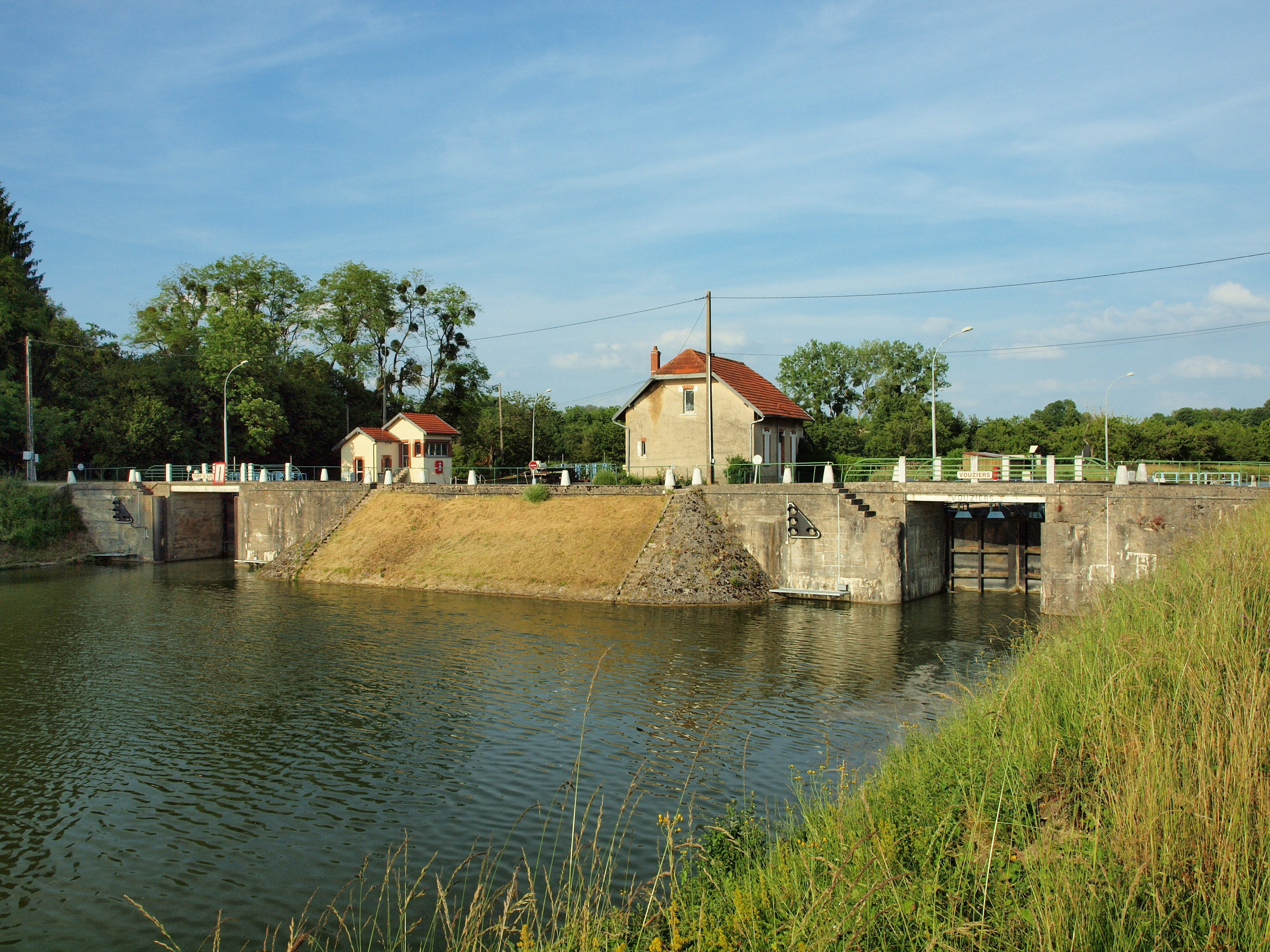
Mündung des Kanals (rechts) in den Canal des Ardennes